# Luis Lozoya
Luis Alberto Lozoya Mendoza (Torreón, Coahuila, México; 10 de abril de 1993), es un futbolista mexicano. Juega como defensa lateral y actualmente se encuentra en el Club Tijuana de la Liga MX. Es hijo del ex portero profesional Luis Alberto Lozoya Madrid.

## Trayectoria
Comenzó jugando en el 2009 con el Santos Laguna S.C. de la Tercera División de México. La temporada 2009-10, jugó con el Calor de San Pedro. Para la siguiente temporada jugó con el selectivo sub-17 del Club Santos Laguna. El segundo semestre de 2011 subió a la categoría sub-20. En 2012 pasó a jugar con las Águilas Reales de Zacatecas. La temporada 2012-13 regresó al Calor de San Pedro para jugar la Liga de Nuevos Talentos de México de la Segunda División de México. En julio de 2013 regresó al Santos Laguna sub-20. El 30 de noviembre de 2013, gracias a una tiro al poste de Lozoya que derivó en un autogol de José Jair Ruíz, Santos venció por marcador de 0-1 al Club León en el Estadio León y así se coronó campeón del Torneo Apertura 2013 Sub-20.
Debutó con el primer equipo el 5 de agosto de 2014 en la Copa México, jugó todo el partido que terminó en empate a uno entre el Santos y Atlético San Luis. Cuatro días después, el 9 de agosto, logró hacer su debut en una competencia de primera división, en la derrota como local de Santos ante Querétaro Fútbol Club, entró de cambio al minuto 68 en lugar de Djaniny Tavares. Consiguió el título de la Copa México Apertura 2014 el 4 de noviembre, cuando Santos derrotó al Puebla Fútbol Club en penales en la final del torneo. El siguiente semestre obtuvo el título de liga del Torneo Clausura 2015 cuando su equipo derrotó en la final a Querétaro por marcador global de 5-3.

## Estadísticas
Actualizado al último partido jugado el 13 de agosto de 2021.
| Santos Laguna · México                                                                        |               |               |    |    |    |   |   |    |    |   |
| 1ª                                                                                            | 2014-15       | 4             | 0  | 5  | 0  | - | - | 9  | 0  |   |
| 1ª                                                                                            | 2015-16       | 0             | 0  | 0  | 0  | - | - | 0  | 0  |   |
| Total club                                                                                    | Total club    | 4             | 0  | 5  | 0  | 0 | 0 | 9  | 0  |   |
| Irapuato · México                                                                             |               |               |    |    |    |   |   |    |    |   |
| 3ª                                                                                            | 2015-16       | 5             | 0  | 0  | 0  | - | - | 5  | 0  |   |
| Total club                                                                                    | Total club    | 5             | 0  | 0  | 0  | 0 | 0 | 5  | 0  |   |
| Celaya · México                                                                               |               |               |    |    |    |   |   |    |    |   |
| 2ª                                                                                            | 2015-16       | 0             | 0  | 6  | 1  | - | - | 6  | 1  |   |
| 2ª                                                                                            | 2016-17       | 4             | 0  | 6  | 0  | - | - | 10 | 0  |   |
| Total club                                                                                    | Total club    | 4             | 0  | 12 | 1  | 0 | 0 | 16 | 1  |   |
| Irapuato · México                                                                             |               |               |    |    |    |   |   |    |    |   |
| 3ª                                                                                            | 2016-17       | 7             | 0  | 0  | 0  | - | - | 7  | 0  |   |
| 3ª                                                                                            | 2017-18       | 16            | 1  | 0  | 0  | - | - | 16 | 1  |   |
| Total club                                                                                    | Total club    | 23            | 1  | 0  | 0  | 0 | 0 | 23 | 1  |   |
| Celaya · México                                                                               |               |               |    |    |    |   |   |    |    |   |
| 2ª                                                                                            | 2018-19       | 14            | 0  | 4  | 0  | - | - | 18 | 0  |   |
| Total club                                                                                    | Total club    | 14            | 0  | 4  | 0  | 0 | 0 | 18 | 0  |   |
| Veracruz · México                                                                             |               |               |    |    |    |   |   |    |    |   |
| 1ª                                                                                            | 2019-20       | 14            | 0  | 0  | 0  | - | - | 14 | 0  |   |
| Total club                                                                                    | Total club    | 14            | 0  | 0  | 0  | 0 | 0 | 14 | 0  |   |
| Alebrijes · México                                                                            |               |               |    |    |    |   |   |    |    |   |
| 2ª                                                                                            | 2019-20       | 2             | 0  | 0  | 0  | - | - | 2  | 0  |   |
| Total club                                                                                    | Total club    | 2             | 0  | 0  | 0  | 0 | 0 | 2  | 0  |   |
| Tijuana · México                                                                              |               |               |    |    |    |   |   |    |    |   |
| 1ª                                                                                            | 2021-22       | 1             | 0  | -  | -  | - | - | 1  | 0  |   |
| Total club                                                                                    | Total club    | 1             | 0  | 0  | 0  | 0 | 0 | 1  | 0  |   |
| Total carrera                                                                                 | Total carrera | Total carrera | 67 | 1  | 21 | 1 | 0 | 0  | 88 | 2 |
| (1)Incluye datos de la Copa México (2)Incluye datos de la Copa Libertadores de América (2014) |               |               |    |    |    |   |   |    |    |   |

## Palmarés

### Campeonatos nacionales
| Título                            | Equipo             | País   | Año     |
| --------------------------------- | ------------------ | ------ | ------- |
| Primera División de México Sub-20 | Club Santos Laguna | México | A-2013  |
| Copa México                       | Club Santos Laguna | México | A-2014  |
| Primera División de México        | Club Santos Laguna | México | C-2015  |
| Campeón de Campeones              | Club Santos Laguna | México | 2014-15 |